# 그루터기말과
그루터기말과(Characiaceae)는 녹조강 스파이로플레아목에 속하는 녹조류과의 하나이다. 18속 76종으로 이루어져 있다.

## 하위 속
| - Acrochasma - Actidesmium - 닻말속 (Ankyra) - Bicuspidellopsis - Characiella - Characiellopsis | - 그루터기말속 (Characium) - Craniocystis - Deuterocharacium - Korshikoviella - Lambertia - Lanceola | - Marthea - Pseudoschroederia - Pulvinococcus - Sykidion |

## 옮겨진 하위 속
- Chloroplana - 최근 갈파래강 초록실말목의 플라노필라과(Planophilaceae)로 분류함.
- Fernandinella - 최근 플라노필라과(Planophilaceae)로 분류함.
- Tetraciella - 최근 플라노필라과(Planophilaceae)로 분류함.